# Xkcd
『xkcd』（エックスケーシーディー）は、ランドール・マンローによるウェブコミックのウェブサイトである。2005年9月に開設。現在は週3回更新されている。多くのキャラクターが棒人間で書かれているのが特徴。クリエイティブ・コモンズ-表示-非営利-2.5-一般ライセンスで公開されている。
2008年にはWeb Cartoonists' Choice AwardsでOutstanding Single Panel Comic部門を受賞した。2011年と2012年にヒューゴ賞ファンアーティスト部門にノミネートし、2014年にグラフィックストーリー部門にノミネートした。
日本でも関連書籍が邦訳出版されている。読者投稿コーナーを基にした『ホワット・イフ?: 野球のボールを光速で投げたらどうなるか』は2015年に早川書房から発売されたあと、2019年には2冊に分冊化したものが新たに発売された。2023年には続編の『もっとホワット・イフ? 地球の1日が1秒になったらどうなるか』も発売されている。そのほか『ハウ・トゥー』と『ホワット・イズ・ディス?』というマンローの著書が同じく早川書房から発売されている。
- 「ウィキペディアな抗議者」。「CITATION NEEDED」とは「要出典」の意。
- 「哲学」というタイトルの作品の最後のコマ。前のコマまで実存主義について考える女性に関して、「彼女はまた実存主義的になってきたんだ」「いいよ、僕はSuper Soaker（水鉄砲の名前）を持ってるんだ」と会話している。